# Historia del uniforme del Málaga Club de Fútbol

## Historia
A lo largo de su historia, los equipos de Málaga se han caracterizado por lucir en su primera equipación los colores blanco y azul a franjas verticales, siendo el azul utilizado en distintos tonos, llegando a ser celeste en los años 20, 30, 40, 70, 80 del siglo XX, y desde 2009 en el nuevo siglo. Tradicionalmente se han utilizado tonos verdes y morados para sus segundas equipaciones, en alusión a la bandera de la ciudad, aunque a lo largo de la historia también han sido utilizados colores como el naranja, el amarillo, el blanco, el negro o el rosa.

### Evolución del uniforme malaguista
| Málaga F.C. 1904 | Málaga FC, Real Málaga, Málaga Sport Club 1915-1933 | C.D. Malacitano 1933-1939                    | 1939-1941 | C.D. Málaga 1941-1942 | 1942-1948 | 1948-1956 | 1956-1961 | 1961-1963 | 1963-1964 |
| 1964-1972        | 1972-1978                                           | 1978-1979                                    | 1979-1980 | 1981-1982             | 1982-1983 | 1983-1984 | 1984-1986 | 1986-1988 | 1988-1989 |
| 1989-1990        | 1990-1992                                           | C.A. Malagueño 1992-1994 Málaga C.F. 1994/95 | 1995-1996 | 1996-1997             | 1997-1998 | 1998-1999 | 1999-2001 | 2001-2003 | 2003-2005 |

| 2005-2007 | 2007-2009 | 2009-2010 | 2010-2011 | 2011-2012 | 2012-2013 | 2013-2014 | 2014-2015 | 2015-2016 | 2016-2017 |

| 2017-2018 | 2018-2019 | 2019-2020 | 2020-2021 | 2021-2022 | 2022-2023 |

## Actualidad
El uniforme actual es camiseta blanca y azul celeste a rayas verticales y calzón completamente azul celeste. Sobre el pecho el logo de la marca Hummel, el escudo del club y el sponsor, "Sabor a Málaga".
La segunda equipación utiliza los colores de la bandera de la ciudad y escudo de la provincia (verde y morado). Una mitad de un color y otra del otro.
Por último, la tercera equipación luce los colores verde y amarillo (lima y limón).

## Proveedores y patrocinadores
| Periodo de temporadas del acuerdo | Proveedor deportivo oficial | Patrocinador oficial |
| --------------------------------- | --------------------------- | -------------------- |
| 1904–1980                         | Ninguno                     | Ninguno              |
| 1981-1986                         |                             | Ninguno              |
| 1986–1988                         |                             | Diario Sur           |
| 1988                              |                             | Tivoli World         |
| 1988-1989                         | Alcatel                     |                      |
| 1989-1991                         | Caja de Antequera           |                      |
| 1991-1992                         | Serme                       |                      |
| 1992-1994                         | Ciudad de Málaga            |                      |
| 1994-1997                         | Málaga                      |                      |
| 1997-1999                         | Málaga                      |                      |
| 1999-2001                         | Unicaja y Andalucía         |                      |
| 2001-2006                         | Unicaja y Andalucía         |                      |
| 2006-2007                         | Tesesa                      |                      |
| 2007-2008                         | Unicaja                     |                      |
| 2008-2009                         | Málaga ciudad genial!       |                      |
| 2009-2010                         | William Hill                |                      |
| 2010-2011                         |                             | Ninguno              |
| 2011-2015                         |                             |                      |
| 2015-2016                         | Ninguno                     |                      |
| 2016-2018                         |                             |                      |
| 2018-2021                         | Tesesa                      |                      |
| 2021-2022                         | Sabor a Málaga              |                      |
| 2022-                             | Sabor a Málaga              |                      |